# أسفنغرة (قوريغل)
أسفنغرة (بالفارسية: اسفنگره) هي مستوطنة تقع في إيران في قسم قوريغل الريفي. يقدر عدد سكانها بـ 108 نسمة .